# Ormocarpopsis itremoensis
Ormocarpopsis itremoensis là một loài rau đậu thuộc họ Fabaceae.
Nó chỉ được tìm thấy ở Madagascar.